# خیار تأخیر ثمن
خیار تأخیر ثمن یکی از خیارات فسخ است و زمانی به کار می‌رود که خریدار در پرداخت ثمن تعلل می‌کند. در ایران مطابق مادهٔ ۴۰۲ قانون مدنی، اگر فروشنده و خریدار زمانی را برای پرداخت مشخص نکرده باشند، در صورتی که سه روز از تاریخ معامله بگذرد و خریدار ثمن را نپردازد و فروشنده هم کالا را در اختیار وی نگذاشته باشد، فروشنده حق خواهد داشت معامله را فسخ کند.